# Саффорд, Трумэн Генри
Трумэн Генри Саффорд (англ. Truman Henry Safford, 6 января 1836 — 13 июня 1901)  — американский астроном и феноменальный счётчик. Был первым директором обсерватории Дирборн.

## Биография

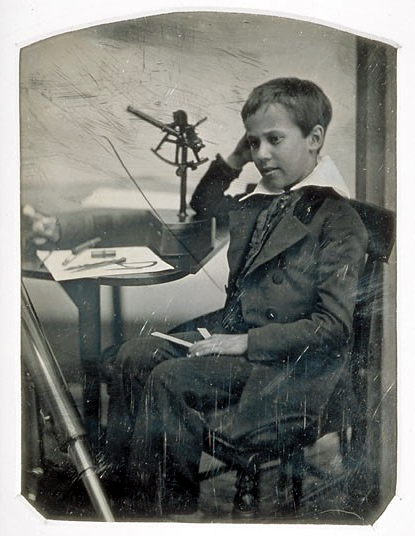
Саффорд в 1844 году

Саффорд родился 6 января 1836 года в Роялтоне, в штате Вермонт и с детства проявлял выдающиеся способности к математике, которые остались у него на всю жизнь: к примеру, в возрасте 8 лет он мог в уме возвести в квадрат 24-значное число, а в 9 лет помогал рассчитывать орбиты комет и фазы Луны для астрономического альманаха.
В 1852 году Саффорд поступил в Гарвардский университет, а в 1854 году выпустился и устроился ассистентом в Гарвардскую обсерваторию.
С 1866 до 1874 года Саффорд был директором обсерватории Дирборн. Там же, в 1866—1868 годах он вёл наблюдения туманностей и стал первооткрывателем 29 объектов, попавших в Новый общий каталог, и 44 — попавших в Индекс-каталог.
В 1901 году Саффорд умер. В последние годы жизни он страдал от паралича, вызванного инсультом. Саффорд был женат, имел дочь и четверых сыновей.